# АМФ-активируемая протеинкиназа

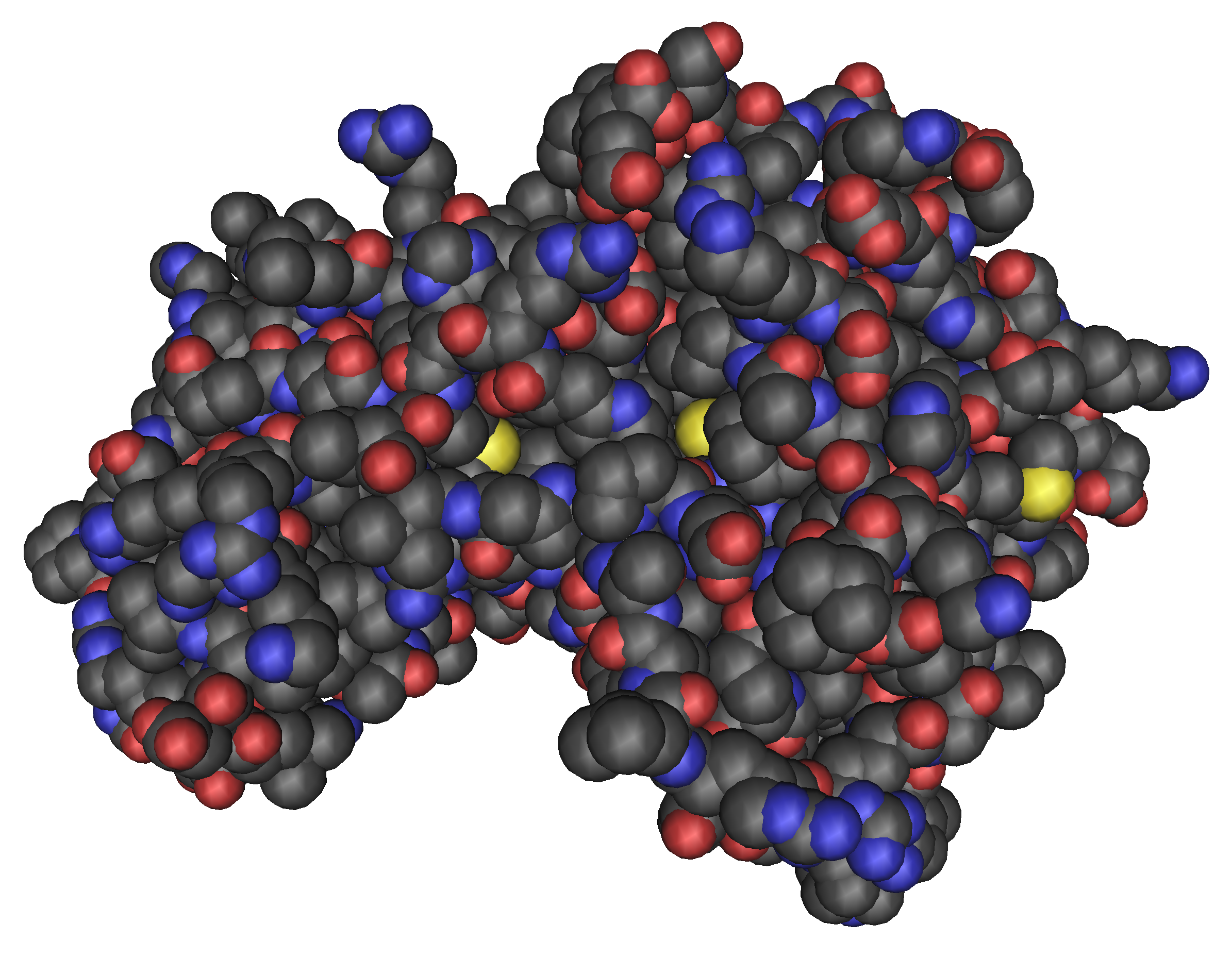
AMPK

5'АМФ-активируемая протеинкиназа (АМФК, англ. AMP activated protein kinase, AMPK) — клеточная протеинкиназа, контролирующая энергетический баланс клетки. Активируется при значительном потреблении энергии клетки (например, при физической нагрузке) и нарастании внутриклеточного уровня АМФ. В результате активации АМФК клетка переходит в энергосберегающее состояние (в том числе блокирует синтез жирных кислот и активирует их окисление). АМФК представляет собой гетеротример, который включает 3 субъединицы: альфа, бета и гамма. 

## Структура и клеточная локализация
АМФК является гетеротримерным комплексом, состоящим из трёх белков: альфа-субъединицы, которая обладает собственно киназной активностью, и двух регуляторных субъединиц бета и гамма. Существует по две изоформы альфа- и бета-субъединиц и 3 изоформы гамма-субъединицы, каждая из которых кодируется отдельными генами. Таким образом, в клетке возможно 12 различных вариантов тримерной АМФК, что обеспечивает широкий простор для тонкой регуляции её функции. 
АМФКα — белок с молекулярной массой 63 кДа, состоит из двух доменов: C-концевой домен обеспечивает связывание с регуляторными субъединицами, N-концевой домен обладает киназной активностью и содержит активирующий участок фосфорилирования (треонин-172). АМФКα определяет клеточную локализацию АМФК: АМФКα1 локализуется во внеядерной фракции, а АМФКα2 может быть как во внеядерной фракции, так и в ядре. 
АМФКβ субъединица — белок массой 30 кДа, состоит как и альфа-субъединица из двух доменов: N-концевой домен содержит участок миристоилирования (глицин-2), который может связывать белок с мембраной, и внутренний гликоген-связывающий участок, а C-концевой домен обеспечивает связь АМФКβ с двумя другими субъединицами.
АМФКγ — белок 38-63 кДа (в зависимости от изоформы), включает вариабельный N-концевой участок, связывающий белок с другими субъединицами и консервативный домен, который состоит из 4 так называемых цистионин-β-синтазных повторов, которые формируют специфические участки, связывающие АТФ или АМФ. Всего АМФКγ может связать 3 молекулы АМФ, причём одна из них постоянно связана с белком вне зависимости от энергетического статуса клетки. Из 3 изоформ АМФКγ1 имеет сродство к ядру.
АМФК обнаружена в клеточном ядре и цитоплазме, что зависит от состава изоформ субъединиц. Ядерная АМФК напрямую способна регулировать экспрессию генов, тогда как цитозольная АМФК регулирует функции цитозольных и мембранных белков.